# 大內克 (紐約州)
大內克（英語：Great Neck）是位於美國紐約州拿騷縣的村。

## 人口
根據2020年美國人口普查的數據，大內克的面積為3.50平方千米，當中陸地面積為3.43平方千米，而水域面積為0.07平方千米。當地共有人口11145人，而人口密度為每平方千米3,184人。